# Mathias Énard
Mathias Énard (Niort, 11 de gener de 1972) és un escriptor i traductor francès.

## Biografia
Després dels estudis d'àrab i de persa a l'Institut national des langues et civilisations orientales (INALCO) de París i de llargues estades a l'Orient Mitjà, Mathias Énard s'instal·la el 2000 a Barcelona, on impulsa diverses revistes culturals. Participa també en el consell de redacció de la revista Inculte a París i, el 2010, ensenya àrab a la Universitat Autònoma de Barcelona.
Els anys 2005-2006 s'està a Vil·la Mèdici, de l'Acadèmia de França, a la ciutat de Roma.
Publica l'any 2010 una novel·la curta, Parla'ls de batalles, de reis i d'elefants, que tracta d'un episodi probablement fictici de la vida de Miquel Àngel: una estada a Constantinoble del maig de 1506 convidat pel soldà Baiazet II. S'hi mostra la Constantinoble tolerant i europea que ha sabut acollir els jueus i musulmans expulsats d'Espanya pels Reis Catòlics. Amb aquesta novel·la guanyà el Premi Goncourt des Lycéens i el 25è Premi del Llibre de Poitou-Charenes concedit pel Centre del llibre i de la lectura de Poitou-Charentes.
Amant de l'art contemporani, Énard ha creat el 2011 les edicions Scrawitch.

## Obres
Autor
- La Perfection du tir, Actes Sud, 2003, (El Tret perfecte, Pagès, 2004)
- Remonter l'Orénoque, Actes Sud, 2005 (Remuntar l'Orinoco, Pagès 2006) adaptada cinematogràficament per Marion Laine en la pel·lícula À cœur ouvert
- Bréviaire des artificiers, il·lustracions de Pierre Marquès, Éditions Verticales, 2007
- Zone, Actes Sud, 2008, caracteritzada per una sola frase de 500 pàgines.
- Parle-leur de batailles, de rois et d'éléphants, Actes Sud, 2010 (Parla'ls de batalles, de reis i d'elefants, Columna 2011, traducció de Mercè Ubach Dorca)
- L'alcool et la nostalgie, Inculte éditions, 2011 (L'Alcohol i la nostàlgia, Columna 2012, traducció de Mercè Ubach Dorca)
- Rue des voleurs, Actes Sud, 2012 (Carrer Robadors, Columna, 2013, traducció de Mercè Ubach Dorca)
- Boussole, Arles, França, Actes Sud, 2015, 400p (Premi Goncourt 2015) (Brúixola, Empúries 2016)
- Le banquet annual de la Confrérie des Fossoyeurs, Arles, França, Actes Sud, 2020, 432 pàg. (El banquet anual de la Confraria dels Enterramorts, Empúries, 2020, traducció de Jordi Martín Lloret).[3]

Traduccions
- Mirzâ Habib Esfahâni, Épître de la Queue, Verticales, 2004
- Youssef Bazzi, Yasser Arafat m'a regardé et m'a souri, Verticales, 2007

## Premis i reconeixements
̽* 2015 - Premi Goncourt per Boussole
̈* 2022 - Premi Albert Camus